# Wahlenbergia decipiens
Wahlenbergia decipiens är en klockväxtart som beskrevs av A.Dc. Wahlenbergia decipiens ingår i släktet Wahlenbergia och familjen klockväxter. Inga underarter finns listade i Catalogue of Life.